# Duomo (geologia)
Nella geologia strutturale, un duomo, domo o cupola è una caratterizzazione deformante di anticlinali a forma quasi-simmetrica. Sulle mappe geologiche la loro rappresentazione è spesso circolare od ovale. In un duomo gli strati sono scalati verso il centro.
Se la cima di una cupola è erosa, il risultato sarà una serie di strati concentrici che crescono progressivamente dall'esterno verso l'interno, con le rocce più vecchie situate al centro.
La maggior parte dei duomi geologici sono troppo grandi per essere ammirati sulla superficie, ma possono essere visti tramite foto e su mappe.

## Tipologie

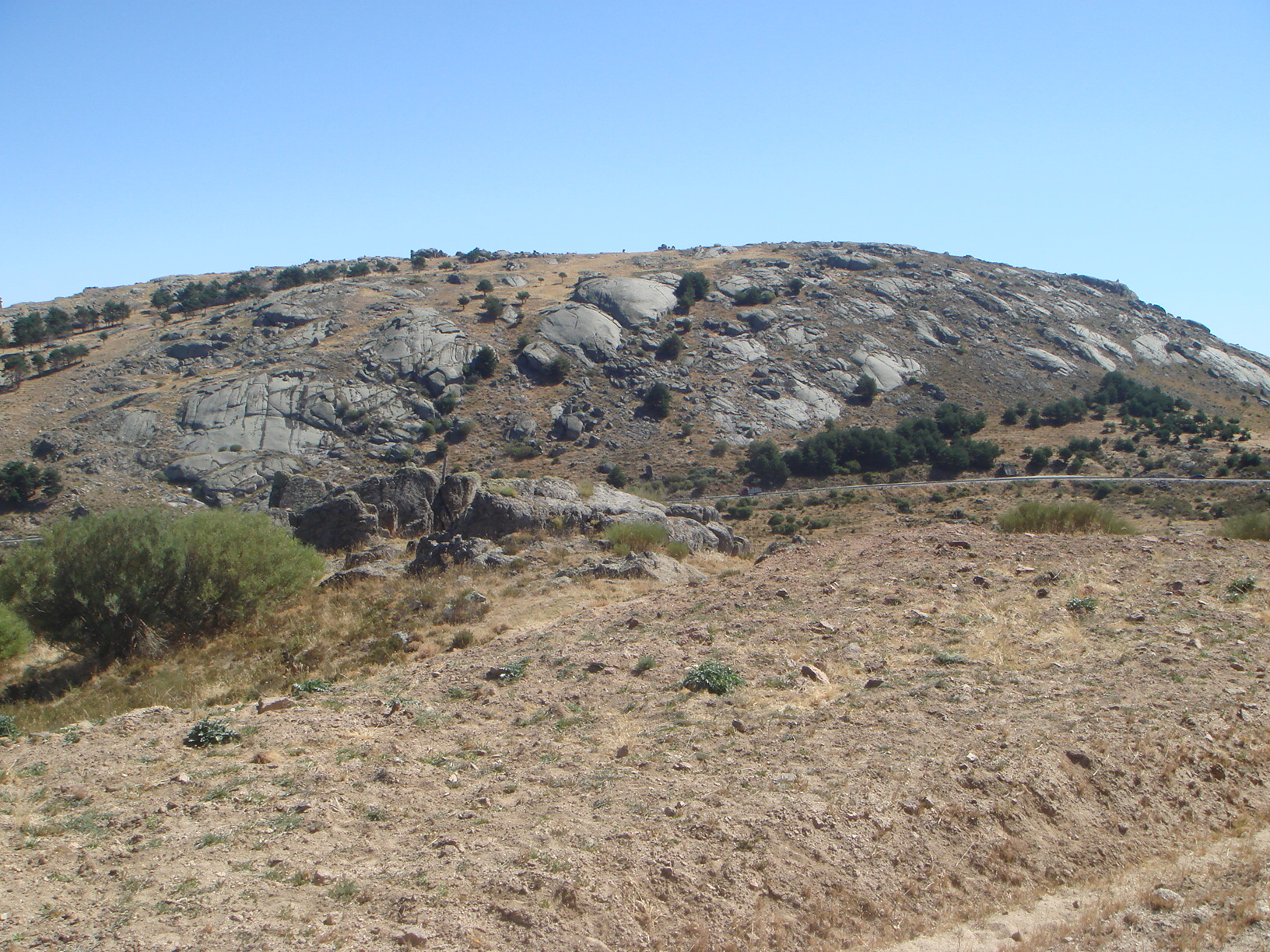
Duomo granitico (Alto de las Fuentes, Sierra de Ávila)

Si possono distinguere due tipologie di duomi: duomi di lava e duomi di sale.
Nel primo caso il magma crea una intrusione superficiale deformando gli strati sovrastanti.
Nel secondo caso uno spesso strato di minerali evaporitici, generalmente situati in profondità e principalmente sale o salgemma si intromette verticalmente in strati di roccia circostante, formando una diapiro.